# 胡锦涛文选
《胡锦涛文选》是中国共产党的第四代最高领导人、第十六届、十七届中共中央总书记胡锦涛在1988年6月至2012年11月发表的报告、讲话、谈话、文章、信件、批示等242篇的文章结集。由中共中央文献编辑委员会负责编辑，各地人民出版社出版，2016年9月20日起在全国发行。

## 内容
本书收入了胡锦涛在1988年6月至2012年11月內具有代表性、独创性的著作，共有报告、讲话、谈话、文章、信件、批示等242篇，其中很大一部分是第一次公开发表，也有值得關注的话题，包括西藏問題、非典疫情、處理新疆騷亂等。全书共分三卷，具体分卷内容如下：
- 第一卷从1988年6月8日胡锦涛在贵州省毕节地区开发扶贫、生态建设试验区工作会议上的讲话《建立毕节开发扶贫生态建设试验区》到2002年9月2日胡锦涛在中共中央党校秋季开学典礼上的讲话《以扎实工作迎接党的十六大召开》，共74篇，均为胡锦涛在贵州、西藏、中共中央书记处任职时期所撰[1]；
- 第二卷从2002年12月6日胡锦涛在西柏坡学习考察时的讲话到2007年10月15日胡锦涛在中国共产党第十七次全国代表大会上的报告《高举中国特色社会主义伟大旗帜，为夺取全面建设小康社会新胜利而奋斗》，共82篇，均为胡锦涛在第十六届中共中央总书记任职时期所撰[1]；
- 第三卷从2007年12月17日胡锦涛在新进中央委员会的委员、候补委员学习贯彻党的十七大精神研讨班上的讲话《深入学习领会科学发展观》到2012年11月8日胡锦涛在中国共产党第十八次全国代表大会上的报告《坚定不移沿着中国特色社会主义道路前进，为全面建成小康社会而奋斗》，共86篇，均为胡锦涛在第十七届中共中央总书记任职时期所撰[1]。

## 译本
2020年12月，中国民族语文翻译局组织完成七种少数民族文版《胡锦涛文选》翻译工作，《胡锦涛文选》第一至三卷蒙古文、藏文、维吾尔文、哈萨克文、朝鲜文、彝文、壮文等七种少数民族文版在中国大陆出版发行。
2019年12月，《胡锦涛文选》（全三卷）线装本在中国大陆出版发行，为繁体大字竖排。

## 发售
《胡锦涛文选》于2016年9月20日在全国同步发行，各县（区）及以上新华书店同时上市发售。而各一级行政区的印刷工作由各一级行政区人民出版社负责。